# Borgarello
Borgarello (lombardul: Burgaré) település Olaszországban, Lombardia régióban, Pavia megyében. Lakosainak száma 2689 fő (2023. január 1.). Borgarello Certosa di Pavia, Giussago, Pavia és San Genesio ed Uniti községekkel határos.

## Népesség
A település népességének változása:
| Lakosok száma | 2705 | 2692 | 2689 |
|               | 2017 | 2018 | 2023 |